# مرد آرمان‌شهری
«مرد آرمان‌شهری» (به انگلیسی: The Man from Utopia) آلبومی از هنرمند اهل ایالات متحده آمریکا فرانک زاپا است که در سال ۱۹۸۳ میلادی منتشر شد.